# 四平东站
四平东站位于中华人民共和国吉林省四平市铁东区城東鄉紫氣大路1號，四平市经济开发区长发村四社、长平高速公路收费站西侧，由沈阳局集团四平直属站管辖，经过铁路有京哈高速铁路。车站于2009年开始动工建设，2011年10月建设完成，2012年12月1日随京哈高铁沈哈段通车而投入使用。

## 车站概况

### 车站结构

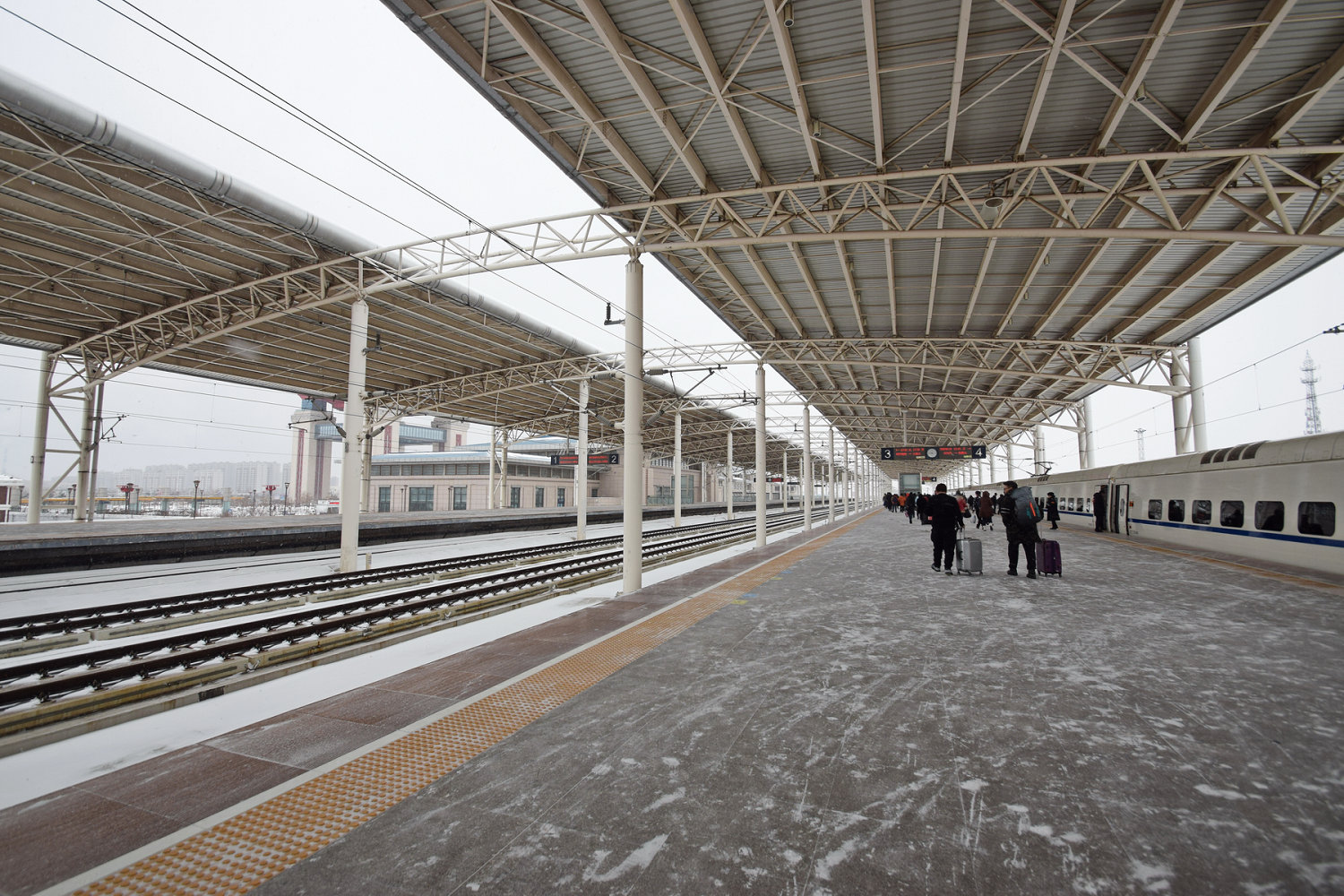
四平东站3、4站台

四平东站总建筑面积5258.94平方米（不含进出站通道），其中旅客客运面积约4000平方米，其他设备用房面积约1300平方米，进出站通道净宽8米，建筑面积1981.06平方米；车站建筑为地上2层，建筑高度为18.9米，结构形式为框架结构；新建站台为无柱雨棚，支撑结构采用钢管组合柱，屋面体系采用三跨钢管空间桁架结构。车站建筑风格选取建筑沉稳、厚重的气质，结合车站风格和所处广场的位置，尽可能采用“中轴对称”的中式建筑布局思路。车站最高聚集人数为1000人，形式为线侧下式车站，进出站形式为“下进下出”。
车站设有自助售取票机、轮椅升降平台和无障碍电梯等便民设施，2019年车站对进站口进行了全面改造。附近设有四平东站综合客运枢纽，于2021年4月20日正式投入使用。

### 站场布局
四平东站站场规模为2台6线，岛式站台2座，正线2条，到发线4条。
| 西↑ | 站房 |                                                                 |  |
| 5道 | 1    | 到发线                                                          |  |
|     | 岛式 |                                                                 |  |
| 3道 | 2    | 到发线                                                          |  |
| Ⅰ道 | 无   | （昌图西站） 京哈高速线 下行正线 往哈尔滨站方向（公主岭南站）   |  |
| Ⅱ道 | 无   | （昌图西站） 京哈高速线 上行正线 往北京朝阳站方向（公主岭南站） |  |
| 4道 | 3    | 到发线                                                          |  |
|     | 岛式 |                                                                 |  |
| 6道 | 4    | 到发线                                                          |  |
| 东↓ |      |                                                                 |  |